# Esence
Esence (latinsky essentia) je polysémický pojem používaný ve filozofii a teologii jako označení pro vlastnost nebo soubor vlastností, které činí entitu nebo substanci tím, čím ve své podstatě je, a kterou z nutnosti má a bez níž ztrácí svou identitu. Esence je v kontrastu s akcidentem: vlastností, kterou má entita nebo substance nahodile, bez níž si substance může stále zachovat svou identitu.
Pojem přesně pochází od Aristotela (ačkoli jej lze nalézt i u Platóna), který použil řecký výraz ti ên einai (τὸ τί ἦν εἶναι, doslova znamená „co to mělo být“ a odpovídající ke scholastickému pojmu quiddity) nebo někdy ke kratšímu výrazu ti esti (τὸ τί ἐστι, doslova znamená „to, co to je“ a odpovídá scholastickému termínu haecceity ) pro stejnou myšlenku. Tato fráze představovala pro své latinské překladatele takové potíže, že vymysleli slovo essentia (anglicky essence) reprezentovat celý výraz. Pro Aristotela a jeho scholastické následovníky je pojem esence úzce spojen s pojmem definice (ὁρισμός horismos).
V antické, scholastické a raně novověké filosofii znamená esence podstatu, bytostné určení věci – to, čím věc sama jest, co je například vymezeno její definicí. Proto se někdy používalo i latinského pojmu quidditas (od quid – co). Přitom některá určení věci jsou pro ni podstatná, neboť bez nich by věc nebyla tím, čím jest, kdežto jiná jsou jen nahodilá čili akcidentální.
„Esence je to, co se uskutečňuje v bytí.“ (Tomáš Akvinský, Summa theologica, I. 39. 2. 3)
„Z toho jsem poznal, že jsem substance, jejíž celá esence tkví pouze v tom, že myslí.“ (Descartes, Rozprava o metodě IV.)
Esence tak tvoří protějšek k pojmu existence, tj. aktuálního bytí, existování nebo výskytu věci. Zatímco starší esencialistická filosofie (např. Gottfried Wilhelm Leibniz) chápala esenci jako nutnou podmínku existence (bez esence psa nemůže existovat žádný pes), dánský filosof Soren Kierkegaard, který chtěl zdůraznit jedinečnost každého člověka, jeho neopakovatelnou osobu a nezastupitelnou odpovědnost, postavil na první místo existenci. Člověk je tedy podle něho především sám sebou a teprve druhotně také člověkem vůbec. Na to pak navázal existencialismus a filosofie existence.
Zejména v anglosaské filosofii se pojem esence už od 17. století ostře kritizoval (Thomas Hobbes, David Hume, Karl Popper), koncem 20. století jej však i tam někteří filosofové (např. George Santayana) rehabilitovali, zejména v logice. Esence je tedy považovaná za vzácnou schopnost umožňující pochopení života.